# クラブラン

マルタの位置

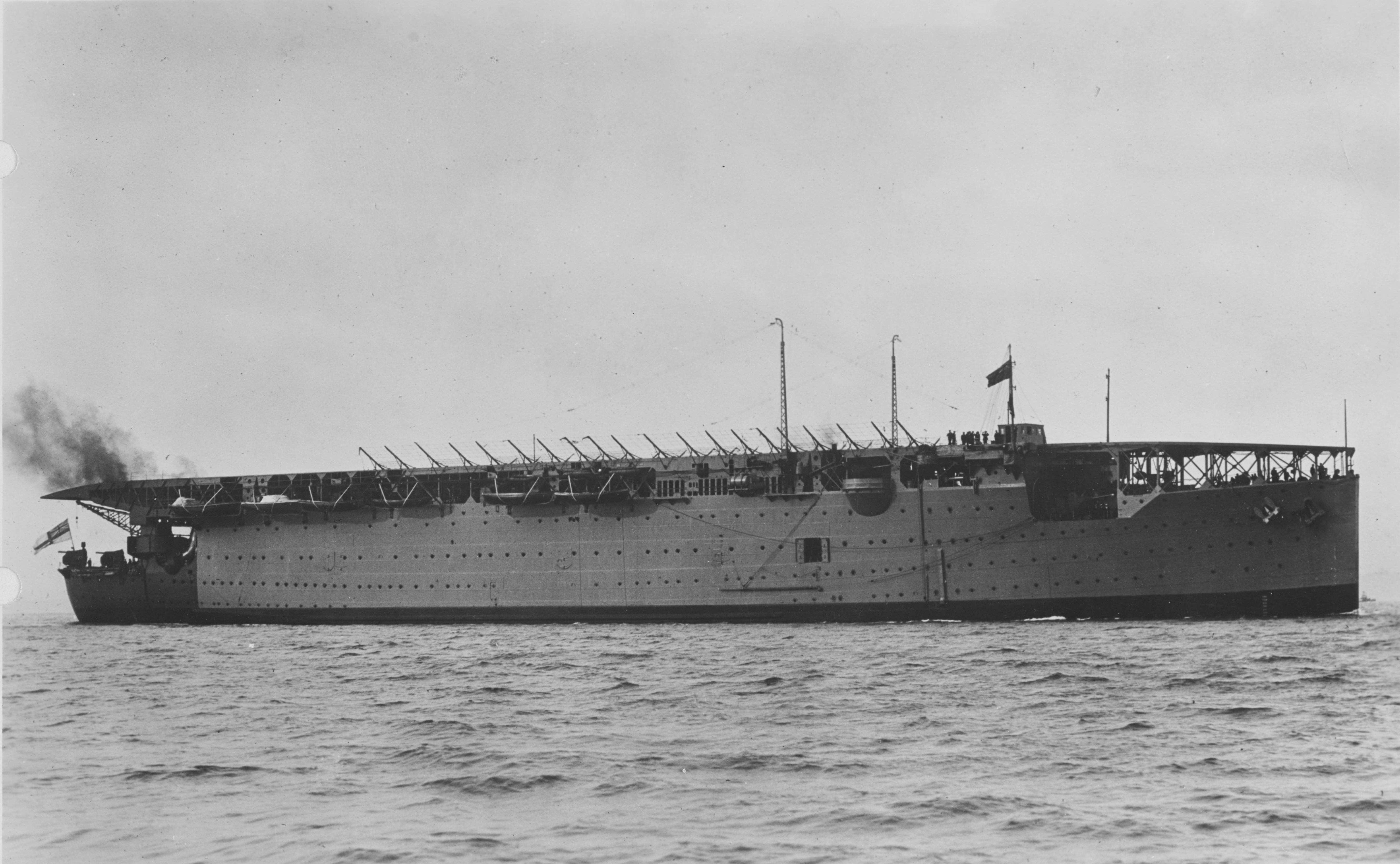
1920年代後半の「アーガス」

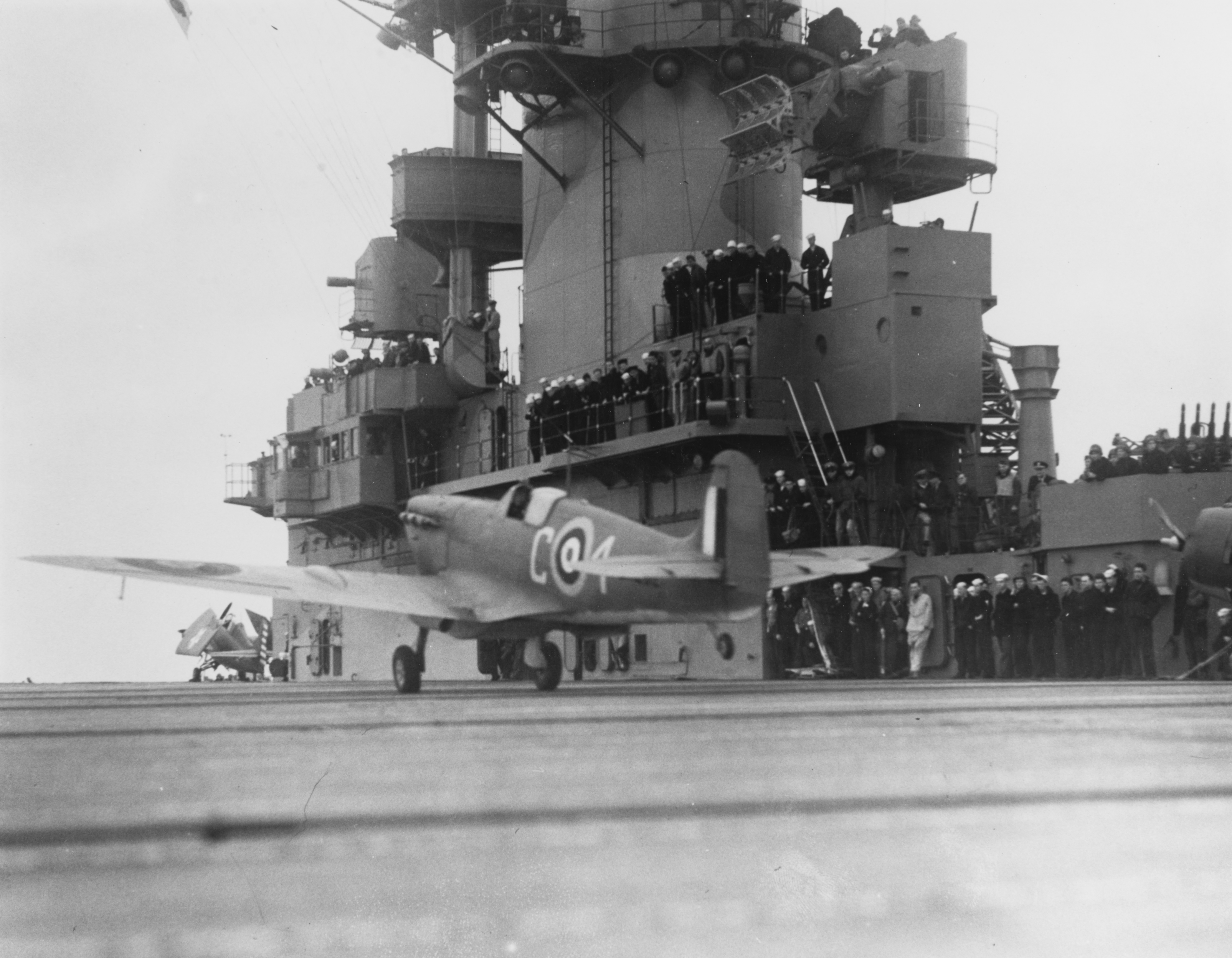
「ワスプ」から発艦するスピットファイア

クラブラン (Club Run) とは、第二次世界大戦中敵の攻撃下にあったマルタへ航空機を補充する作戦に対する非公式な名称。1941年から1942年の間、枢軸国はマルタを降伏させるか軍事基地として機能しないようにしようとした。マルタの重要性は、そこが北アフリカへの枢軸国群への補給路に対する攻撃を行うための拠点であるという点にあった。イギリスが本国の防衛にあたる戦闘機を割いて送ったことがマルタの重要性を示している。マルタは1814年以来イギリス支配下にあり、ジブラルタルからアレクサンドリアの中間で唯一イギリスの軍港が存在し、ドック・修繕施設・補給施設を備えていた。中部地中海偵察の重要な航空基地でもあった。
クラブランはジブラルタルを拠点とするH部隊によって実行された。H部隊は巡洋戦艦「レナウン」、空母「アーク・ロイヤル」、巡洋艦「シェフィールド」やF級駆逐艦からなる第8駆逐群から構成されていた。
マルタの防空は非常に重要であり、航空機の継続的な補充が必要であった。戦闘機（ハリケーンやスピットファイア）や雷撃機（ソードフィッシュやアルバコア）が求められていたが、それらは航続距離不足のためジブラルタルから直接マルタへ飛行することができなかった。その解決策が、空母で航続距離内まで運び、そこからマルタの飛行場へ向けて発進させるというものであった。
戦争勃発時、幕僚長委員会（Chiefs of Staff Committee）ではマルタの防衛は不可能だと考えられていた。そして、それは後の再考の際も支持された。そこでは「マルタの抵抗力強化のためにとりうることは何もない」と述べられている。ウィンストン・チャーチルはそれには賛同しなかった。彼は1940年7月に、ハリケーンは最初の段階から飛ばすことができると主張した。これにより第1回目のクラブラン、ハリー作戦が空母「アーガス」を用いて実行されることになった。
枢軸国空軍はクラブランに対する対抗策を展開した。それは移動途中の航空機に対する攻撃や、着陸した機が補給をする前に攻撃するというものであった。カレンダー作戦でアメリカ空母「ワスプ」によって運ばれたスピットファイアは40機が地上で破壊された。だが次のバワリー作戦ではドイツ空軍は裏をかかれ、イギリス戦闘機は上空で敵を待ち構えていた。
また空母も主要な攻撃目標となり、作戦成功のためにはより多くの護衛や複雑な作戦が必要とされた。それにもかかわらず、空母「アーク・ロイヤル」は撃沈され1942年4月から5月までアメリカ空母「ワスプ」がクラブランのために貸し出された。
マルタ上空での航空機の損失は、クラブランが航空機を運ぶベルトコンベアのようになるほどであった。ジブラルタルへ運ばれた航空機は空母に移し変えられて発進場所まで運ばれ、その間にイギリスからさらに航空機が運ばれていた。箱詰めにした状態で航空機を運び、ジブラルタルや空母上でそれを組み立てるといった方法でも輸送量の増大が図られた。
1942年初頭、より新しいドイツ戦闘機に対抗するためにスピットファイアが必要となった。だが、外部燃料タンクの欠陥のため2度のクラブランが頓挫し、ジブラルタルでの改良後に再度実行しなければならなくなった。カレンダー作戦において準備不十分な状態で届けられた機はマルタ爆撃の餌食となった。そして、バワリー作戦ではワスプ艦上での外部燃料タンクの改良が必要となった。
1942年10月以降はスピットファイアがジブラルタルからマルタまで飛行できるようになり、クラブランの必要は無くなった。

## 作戦一覧
- ハリー作戦
- ホワイト作戦
- ウィンチ作戦
- ダンロップ作戦
- スプライス作戦
- ロケット作戦
- トレーサー作戦
- レイルウェイ作戦
- ステイタス作戦
- コールボーイ作戦
- パーペテュアル作戦
- スポッター作戦
- ピケット作戦
- カレンダー作戦
- バウアリー作戦
- LB作戦
- スタイル作戦
- セイリエント作戦
- ピンポイント作戦
- インセクト作戦
- ベローズ作戦
- バリトン作戦
- トレイン作戦